# Amydrium hainanense
Amydrium hainanense là một loài thực vật có hoa trong họ Ráy (Araceae). Loài này được (H.Li, Y.Shiao & S.L.Tseng) H.Li mô tả khoa học đầu tiên năm 1979.